# Dalarnarapsodie (Kallstenius)
De Dalarnarapsodie is een compositie van de Zweedse componist Edvin Kallstenius. 

## Achtergrond
De muziek van Kallstenius week enigszins af van de toen gangbare Zweedse klassieke muziek. Hij neigde meer naar de Franse variant. Dat geldt in mindere mate voor deze rapsodie gebaseerd op Zweedse volksmuziek uit de streek Dalarna. Achtereenvolgend komen voorbij een tweetal bruidsmarsjes, een ballade en drie polka’s uit dat gebied.
Het werk is opgedragen aan Nils Grevillius, Zweeds violist en dirigent. In 1931 was hij dirigent van het Symfonieorkest van de Zweedse Radio. Het is zeer waarschijnlijk dat die combinatie de première gaf. 
Het werk kende een matige start. De eerste uitvoering volgde al vrij snel in 1931, maar de uitgave moest wachten tot 1937.

## Opbouw
Orkestratie:
- 2 dwarsfluiten, 2 hobo’s (II ook althobo), 2 klarinetten, 2 fagotten
- 4 hoorns, 2 trompeten, 2 trombones, 1 bastrombone of tuba
- pauken en percussie, 1 harp
- violen, altviolen, celli, contrabassen